# Trichopria basalis
Trichopria basalis är en stekelart som först beskrevs av Thomson 1858.  Trichopria basalis ingår i släktet Trichopria, och familjen hyllhornsteklar. Arten är reproducerande i Sverige.